# Ultramarin halción
Az ultramarin halción (Todiramphus leucopygius) a madarak osztályának szalakótaalakúak (Coraciiformes) rendjébe, ezen belül a jégmadárfélék (Alcedinidae) családjába tartozó faj.
Magyar neve forrással nincs megerősítve.

## Rendszerezése
A fajt Jules Verreaux francia ornitológus írta le 1858-ban, a Cyanalcyon nembe Cyanalcyon leucopygius néven.

## Előfordulása
Pápua Új-Guinea és a Salamon-szigetek területén honos. A természetes élőhelye szubtrópusi és trópusi síkvidéki esőerdők és cserjések, valamint ültetvények és vidéki kertek. Állandó, nem vonuló faj.

## Megjelenése
Testhossza 21 centiméter, a hím testtömege 35–52 gramm, a tojóé 44–61 gramm.

## Életmódja
Rovarokkal és pókokkal táplálkozik.

## Természetvédelmi helyzete
Az elterjedési területe nem nagy, egyedszáma viszont stabil. A Természetvédelmi Világszövetség Vörös listáján nem fenyegetett fajként szerepel.